# Claudio Rodríguez
Claudio Rodríguez García (Zamora, 30 de enero de 1934-Madrid, 22 de julio de 1999) fue un poeta español. Enmarcado en la Generación del 50, recibió a lo largo de su vida los más importantes galardones de poesía en España, y su primer libro (Don de la ebriedad, 1953) ha sido valorado por la crítica como uno de los más brillantes de la lírica española en la segunda mitad del siglo XX.

## Biografía
Apodado "Cayín", fue hijo de María García Moralejo y de Claudio Rodríguez Diego, de origen humilde aunque lector de poesía y autor de algunos versos. En 1939 nace su hermano Javier y en 1945, las gemelas Marisa y María del Carmen. Desde los cinco años pasa largas temporadas en la finca de su abuela materna en contacto con la naturaleza y las labores del campo. Estudia el bachillerato en el Instituto Claudio Moyano. Es buen estudiante y compañero, y juega asiduamente al fútbol. El 23 de marzo de 1947 murió su padre y su vida dio un giro decisivo al quedar la familia en la ruina. Claudio ha de dedicarse a la administración de las fincas en el campo y tratar con jornaleros. Se acentúa su "manía andariega" y se refugia en la lectura. Se hace ayudante de un profesor de latín y francés y estudia con él la métrica latina, francesa y castellana. Lee a Rimbaud en su lengua original y se mantiene en contacto con su profesor de literatura Ramón Luelmo.
Le forma mucho la biblioteca paterna: clásicos españoles, en particular los místicos, y poetas franceses del siglo XIX: Charles Baudelaire, Verlaine y Rimbaud. Le une a los místicos la actitud contemplativa, mientras con Rimbaud la pronta madurez poética. Hacia 1948 escribe sus primeros poemas, que él llama "ejercicios para piano". Publica Nana de la Virgen María en el Correo de Zamora, en 1949. En 1951, se traslada a Madrid para estudiar Filología Románica con una beca. A los 18 años gana el premio Adonáis por Don de la ebriedad, libro que impresiona a Vicente Aleixandre, con el que mantendrá una amistad profunda, casi filial, y a quien dedicará su libro Conjuros. Su familia lo hace estudiar Derecho en Salamanca, pero se retira y opta por las letras. En 1953 conoce a Clara Miranda (nacida en Zarauz, y fallecida en Madrid, el 5 de marzo de 2022), quien será su compañera. Se hace amigo de Leopoldo Panero y Luis Rosales.
A comienzos del curso 1955-56, se prepara un Congreso Universitario de Escritores Jóvenes, aplazado a febrero del año sucesivo por la muerte de José Ortega y Gasset. Rodríguez participa en el Boletín y vive de pensión en pensión, hasta que se instala en el Colegio Mayor José Antonio. En los primeros meses de 1956, se afilia al Partido Comunista, pero se sale inmediatamente (dura veinte minutos su permanencia) por una discusión con el hermano de Jorge Semprún. Antes, un grupo de desconocidos le había dado una paliza, por estar en la organización del congreso, patrocinado por el PCE. De todos modos, fuera ya del congreso, participa en los enfrentamientos con la policía entre el 1 y el 9 de febrero, por lo que es detenido y posteriormente vigilado. (El congreso nunca se realizará, pues en los tumultos muere un estudiante falangista.)
Licenciado en Filología Románica en 1957 con una tesis sobre El elemento mágico en las canciones infantiles de corro castellanas, bajo la dirección de Rafael de Balbín. Ese verano hace el servicio militar.
En 1958, publica Conjuros y, con la ayuda de Dámaso Alonso y Vicente Aleixandre, viaja a Inglaterra, donde trabaja como lector de español en Nottingham (1958-1960). El 23 de julio de 1959 se casa con Clara Miranda. Se traslada luego a la Universidad de Cambridge (1960-1964), con el mismo cargo. Descubre a los románticos ingleses, sobre todo a William Wordsworth y Dylan Thomas, que influirán en su poética. En 1963 es incluido en la antología Poesía última de Francisco Ribes, donde también aparecen poemas de Eladio Cabañero, Ángel González, José Ángel Valente y Carlos Sahagún, autores que conforman el grupo poético madrileño que se dio a conocer en la década de 1950-1960, al que los críticos bautizaron con el nombre de Generación de los 50. En Inglaterra escribió Alianza y condena, Premio de la Crítica 1965, e hizo amistad con Francisco Brines, lector en Oxford. En 1968 fue incluido en la Antología de la nueva poesía española.
De regreso a Madrid, se dedica a la enseñanza universitaria. El 31 de julio de 1974 muere asesinada en Madrid su hermana María del Carmen, suceso publicado en el ABC el 1 de agosto de 1974 y descrito de la siguiente manera: «Apuñalada en un club. Una joven de. veintiocho años de edad, llamada, al parecer, María del Carmen Rodríguez García falleció a consecuencia de las gravísimas heridas que le produjo un individuo con una navaja en el club donde trabajaba. El agresor, que al parecer era novio de la víctima, se presentó de forma inesperada en el club, donde, sin mediar palabra alguna, asestó varias puñaladas a María del Carmen, dándose seguidamente a la fuga. La Brigada de Investigación Criminal ha iniciado activas gestiones para aprehender al autor del suceso» .[cita requerida] Un año más tarde muere su madre.
Los años setenta significan la consagración definitiva del poeta. Los sucesivos, el reconocimiento oficial. En 1976, publica su cuarto poemario, El vuelo de la celebración. En 1980, la Modern Language Association of America le dedica una sesión en Houston. En 1983, recibe el Premio Nacional de Poesía por Desde mis poemas, recopilación de sus cuatro primeros libros; en 1986 es Premio de las Letras de Castilla y León. El 17 de diciembre de 1987 es elegido miembro de número de la Real Academia Española, en el sillón dejado vacante por Gerardo Diego. En marzo de 1992 lee su discurso de ingreso a la RAE, titulado: Poesía como participación: hacia Miguel Hernández. En 1993 publica Casi una leyenda, el que será su último libro de poemas. El 28 de marzo de 1993 recibe el Premio Príncipe de Asturias de las Letras y, cinco días después, el II Premio Reina Sofía de Poesía Iberoamericana de la Universidad de Salamanca. Falleció en Madrid a los 65 años de edad como consecuencia del un cáncer de colon que padecía y que había acabado en metástasis.

## Premios
- 1953, Premio Adonáis
- 1965, Premio de la Crítica
- 1983, Premio Nacional de Poesía
- 1986, Premio Castilla y León de las Letras
- 1993, Premio Príncipe de Asturias de las Letras
- 1993, Premio Reina Sofía de Poesía Iberoamericana

## Obras
- Don de la ebriedad, Madrid, Adonáis, 1953 (Premio Adonáis).
- Conjuros, Torrelavega, Ed. Cantalpiedra, 1958.
- Alianza y condena, Madrid, Revista de Occidente, 1965 (Premio de la Crítica).
- El vuelo de la celebración, Madrid, Visor, 1976.
- Casi una leyenda, Barcelona, Tusquets, 1991.
- Aventura (edición facsímil), Salamanca, Tropismos, 2005.

### Recopilaciones
- Poesía (1953-1966), Barcelona, Plaza y Janés, Barcelona, 1971. (Con prólogo de Carlos Bousoño es una recopilación de sus tres primeros libros.)
- Desde mis poemas, Madrid, Cátedra, 1983. (Recopilación de sus cuatro primeros libros con introducción del propio autor. Premio Nacional de Poesía.)
- Don de la ebriedad. Conjuros, edición de Luis García Jambrina, Madrid, Clásicos Castalia, 1998.
- La otra palabra. Escritos en prosa, edición de Fernando Yubero Ferrero, Barcelona, Tusquets, 2004. (Selección de ensayos y artículos sobre poética, poetas y otros temas literarios, publicados por el autor en revistas y prensa diaria.)
- Prieto de Paula, Ángel L. Claudio Rodríguez. Antología poética, edición de Ángel L. Prieto de Paula y Luis Bagué Quílez, Madrid: Ediciones Rialp, 2013.
- Antología poética, edición de Ángel Rupérez, Madrid, Espasa, Colección Austral, 2004.
- Antología poética, edición de Philip W. Silver, Madrid, Alianza Editorial, 2017.
- Alliance and condemnation. Alianza y condena, edición y traducción de Philip W. Silver, Chicago: Swan Isle Press, 2014.

## Estudios
- García Berrio, Antonio. Forma interior: la creación poética de Claudio Rodríguez. Málaga: Ayuntamiento de Málaga, 1998.
- Machín Romero, Antonio. Claudio Rodríguez: la época, la poesía y sus poemas. Barcelona: PPU, 2001.
- Prieto de Paula, Ángel L. La llama y la ceniza. Introducción a la poesía de Claudio Rodríguez, Salamanca: Ediciones Universidad de Salamanca, 1989.
- Prieto de Paula, Ángel L. Claudio Rodríguez. Visión y contemplación, Alicante: Instituto de Cultura Juan Gil-Albert, 1996.
- García Jambrina, Luis y Ramos de la Torre, Luis, Guía de lectura de Claudio Rodríguez, Madrid: Ediciones de la Torre, s. f.
- García Jambrina, Luis, De la ebriedad a la leyenda. La trayectoria poética de Claudio Rodríguez, Salamanca: ediciones de la Universidad de Salamanca, 1999.
- Yubero Ferrero, Fernando, La poesía de Claudio Rodríguez (La construcción del sentido imaginario), Valencia, Pre-Textos, 2003.
- Silver, Philip (editor), Rumoroso cauce. Nuevas lecturas sobre Claudio Rodríguez, Madrid, Páginas de Espuma, 2010.
- Mudrovic, W. Michael, Abrir nuevos caminos: la poética transgresiva de Claudio Rodríguez, traducción de Luis Ingelmo, Valladolid y Zamora, Universidad de Valladolid e IEZ Florián de Ocampo, 2012.
- Rey, José Luis, Brujas a mediodía. Anotaciones a la poesía de Claudio Rodríguez, Córdoba, Editorial Berenice, 2019.